# Jenia Grebennikov
Jenia Grebennikov (Rennes, 13 agosto 1990) è un pallavolista francese, libero dello Zenit San Pietroburgo.

## Biografia
Figlio dell'allenatore ed ex pallavolista sovietico Boris Grebennikov, che sarà il suo tecnico negli anni a Rennes e lo farà esordire in prima squadra, nasce in Francia dove il padre si era trasferito per l'attività agonistica; in gioventù si divide fra la pallavolo e l'hockey su ghiaccio, disciplina in cui ottiene anche qualche convocazione nelle nazionali giovanili francesi.

## Carriera

### Club
La carriera di Jenia Grebennikov inizia nel 1999, nelle giovanili del Cercle Paul Bert; l'anno successivo passa al Rennes, giocando prima nella formazione giovanile e poi, dalla stagione 2008-09, in prima squadra, in Pro A: con il club bretone resta legato fino alla stagione 2012-13, vincendo anche la Coppa di Francia 2011-12 e ricevendo alcuni premi individuali, come quello di MVP al termine dell'annata 2011-12.
Nella stagione 2013-14 viene ingaggiato dal Friedrichshafen, nella 1. Bundesliga tedesca, dove rimane per due annate e con cui vince due coppe nazionali e lo scudetto 2014-15. Per il campionato 2015-16 si trasferisce in Italia, nella Lube, in Superlega, dove resta per tre annate, aggiudicandosi la Coppa Italia 2016-17 e lo scudetto 2016-17.
Nella stagione 2018-19 veste la maglia della Trentino, sempre in Superlega, conquistando il campionato mondiale per club 2018 e la Coppa CEV 2018-19; dopo un biennio con la formazione trentina, nel campionato 2020-21 si accasa nel Modena, ancora nella massima divisione italiana, mentre nel campionato successivo approda nella Superliga russa, dove difende i colori dello Zenit San Pietroburgo.

### Nazionale
Debutta nella nazionale francese nel 2011, in occasione della World League, torneo nel quale conquisista medaglia d'oro nel 2015, seguita da un altro oro al campionato europeo dello stesso anno. In seguito vince il bronzo alla World League 2016, seguita dall'oro nell'edizione 2017 e l'argento alla Volleyball Nations League 2018.
Nel 2021 conquista la medaglia di bronzo alla Volleyball Nations League e la medaglia d'oro ai Giochi della XXXII Olimpiade di Tokyo, dove viene premiato come miglior libero, mentre nel 2022 vince l'oro alla Volleyball Nations League, venendo premiato come miglior libero, bissato nell'edizione 2024, stesso metallo che conquista anche durante i Giochi della XXXIII Olimpiade, ancora riconosciuto come miglior giocatore nel suo ruolo.

## Palmarès

### Club
- Campionato tedesco: 1

2014-15
- Campionato italiano: 1

2016-17
- Coppa di Francia: 1

2011-12
- Coppa di Germania: 2

2013-14, 2014-15
- Coppa Italia: 1

2016-17
- Campionato mondiale per club: 1

2018
- Coppa CEV: 1

2018-19

### Nazionale (competizioni minori)
- Memorial Hubert Wagner 2015
- Memorial Hubert Wagner 2017
- Memorial Hubert Wagner 2018

### Premi individuali
- 2011 - Ligue A: Miglior libero
- 2011 - Ligue A: Atleta rivelazione
- 2012 - Ligue A: MVP
- 2012 - Ligue A: Miglior libero
- 2014 - Campionato mondiale: Miglior libero
- 2015 - Campionato europeo: Miglior libero
- 2016 - Champions League: Miglior libero
- 2016 - World League: Miglior libero
- 2017 - Champions League: Miglior libero
- 2017 - Memorial Hubert Wagner: Miglior libero
- 2017 - Campionato mondiale per club: Miglior libero
- 2018 - Champions League: Miglior libero
- 2018 - Volleyball Nations League: Miglior libero
- 2018 - Memorial Hubert Wagner: Miglior libero
- 2018 - Campionato mondiale per club: Miglior libero
- 2020 - Qualificazioni europee ai Giochi della XXXII Olimpiade: Miglior libero
- 2021 - Giochi della XXXII Olimpiade: Miglior libero
- 2022 - Volleyball Nations League: Miglior libero
- 2024 - Giochi della XXXIII Olimpiade: Miglior libero